# Offenbacher Fußball-Club Kickers 1901 1972-1973
Questa voce raccoglie le informazioni riguardanti l'Offenbacher Fußball-Club Kickers 1901 nelle competizioni ufficiali della stagione 1972-1973.

## Stagione
Nella stagione 1972-1973 il Kickers Offenbach, allenato da Gyula Lóránt, concluse il campionato di Bundesliga al 7º posto. In Coppa di Germania il Kickers Offenbach fu eliminato in semifinale dal Colonia.

## Rosa
| N. |                     | Ruolo | Calciatore           |
| -- | ------------------- | ----- | -------------------- |
|    | Germania (bandiera) | P     | Fred-Werner Bockholt |
|    | Germania (bandiera) | P     | Josef Steinmetz      |
|    | Germania (bandiera) | D     | Herward Koppenhöfer  |
|    | Austria (bandiera)  | D     | Hans Schmidradner    |
|    | Germania (bandiera) | D     | Egon Schmitt         |
|    | Germania (bandiera) | D     | Niko Semlitsch       |
|    | Germania (bandiera) | D     | Gerd Simons          |
|    | Germania (bandiera) | D     | Lothar Skala         |
|    | Germania (bandiera) | D     | Ernst Traser         |
|    | Germania (bandiera) | C     | Rainer Blechschmidt  |
|    | Austria (bandiera)  | C     | Josef Hickersberger  |

| N. |                     | Ruolo | Calciatore       |
| -- | ------------------- | ----- | ---------------- |
|    | Germania (bandiera) | C     | Herbert Meyer    |
|    | Germania (bandiera) | C     | Winfried Schäfer |
|    | Germania (bandiera) | C     | Amand Theis      |
|    | Germania (bandiera) | C     | Heinz Traser     |
|    | Germania (bandiera) | A     | Peter Andres     |
|    | Germania (bandiera) | A     | Sigfried Held    |
|    | Germania (bandiera) | A     | Erwin Kostedde   |
|    | Germania (bandiera) | A     | Wilfried Loos    |
|    | Germania (bandiera) | A     | Dieter Müller    |
|    | Germania (bandiera) | A     | Manfred Ritschel |

## Organigramma societario
Area tecnica
- Allenatore: Gyula Lóránt
- Allenatore in seconda:
- Preparatore dei portieri:
- Preparatori atletici:

## Calciomercato

### Sessione estiva
| Acquisti | Acquisti            | Acquisti          | Acquisti |
| R.       | Nome                | da                | Modalità |
| -------- | ------------------- | ----------------- | -------- |
| C        | Josef Hickersberger | Austria Vienna    |          |
| A        | Manfred Ritschel    | Borussia Dortmund |          |
| C        | Amand Theis         | Norimberga        |          |

| Cessioni | Cessioni          | Cessioni          | Cessioni |
| R.       | Nome              | a                 | Modalità |
| -------- | ----------------- | ----------------- | -------- |
| C        | Walter Bechtold   | Darmstadt         |          |
| A        | Pille Gecks       | Rot-Weiss Essen   |          |
| A        | Dieter Hochheimer | Amburgo           |          |
| A        | Walter Krause     | Amburgo           |          |
| C        | Miodrag Petrović  | Norimberga        |          |
| C        | Helmut Schmidt    | Borussia Dortmund |          |
| C        | Roland Weida      | Bad Homburg 05    |          |

### Sessione invernale
| Acquisti | Acquisti            | Acquisti  | Acquisti |
| R.       | Nome                | da        | Modalità |
| -------- | ------------------- | --------- | -------- |
| D        | Herward Koppenhöfer | Stoccarda |          |

| Cessioni | Cessioni | Cessioni | Cessioni |
| R.       | Nome     | a        | Modalità |
| -------- | -------- | -------- | -------- |

## Risultati

### Bundesliga

#### Girone di andata
| Brema 16 settembre 1972, ore 15:30 CET 1ª giornata | Werder Brema | 0 – 0 referto | Kickers Offenbach | Weserstadion (12 500 spett.)\| Arbitro: \| Hilker \| |
| Arbitro:                                           | Hilker       |               |                   |                                                      |

| Arbitro: | Kindervater |

|              |           |  |
| Semlitsch 1’ | Marcatori |  |

| Arbitro: | Eschweiler |

|                       |           |                                                               |
| Gutzeit 23’ Riedl 86’ | Marcatori | 36’ Hickersberger 49’ Skala 57’ Kostedde 62’ Held 82’ Schäfer |

| Arbitro: | Lutz |

|                                    |           |          |
| Schäfer 24’ Theis 55’ Kostedde 58’ | Marcatori | 77’ Jung |

| Arbitro: | Picker |

|                                                                          |           |              |
| Braun 22’ Manns 35’ Rüssmann 38’, 44’ Lütkebohmert 47’ Scheer 51’ (rig.) | Marcatori | 15’ Kostedde |

| Arbitro: | Weyland |

|                        |           |                    |
| Kostedde 38’, 85’, 89’ | Marcatori | 39’, 68’ Grabowski |

| Arbitro: | Roth |

|                                  |           |                         |
| Wimmer 9’ Surau 15’ Heynckes 57’ | Marcatori | 27’ Schmitt 29’ Schäfer |

| Arbitro: | Fuchs |

|          |           |                                    |
| Held 42’ | Marcatori | 7’ Köppel 17’ Brenninger 19’ Frank |

| Arbitro: | Dittmer |

|                                  |           |  |
| Wunder 34’, 44’ Seliger 58’, 65’ | Marcatori |  |

| Arbitro: | Hennig |

|                                |           |               |
| Hickersberger 41’ Kostedde 90’ | Marcatori | 49’ Bjørnmose |

| Arbitro: | Hamer |

|          |           |          |
| Denz 10’ | Marcatori | 54’ Held |

| Arbitro: | Ohmsen |

|                       |           |                       |
| Kostedde 40’ Held 83’ | Marcatori | 4’ Ackermann 54’ Vogt |

| Arbitro: | Lutz |

|                         |           |  |
| Zewe 22’ Biesenkamp 43’ | Marcatori |  |

| Arbitro: | Quindeau |

|                                                                 |           |  |
| Schäfer 24’ Hickersberger 53’ Semlitsch 64’ (rig.) Kostedde 81’ | Marcatori |  |

| Arbitro: | Engel |

|          |           |                  |
| Löhr 34’ | Marcatori | 13’ Blechschmidt |

| Arbitro: | Siepe |

|                                 |           |          |
| Müller 47’, 62’ Beckenbauer 76’ | Marcatori | 90’ Held |

| Arbitro: | Schulenburg |

|                                                   |           |  |
| Semlitsch 31’ Kostedde 48’ Theis 57’ Ritschel 78’ | Marcatori |  |

#### Girone di ritorno
| Arbitro: | Meuser |

|                          |           |            |
| Schäfer 29’ Kostedde 89’ | Marcatori | 64’ Laumen |

| Arbitro: | Eschweiler |

|                                 |           |                      |
| Gersdorff 63’ (rig.) Bründl 76’ | Marcatori | 42’ Held 57’ Schäfer |

| Offenbach am Main 3 febbraio 1973, ore 15:30 CET 20ª giornata | Kickers Offenbach | 0 – 0 referto | Hertha Berlino | Stadion am Bieberer Berg (17 000 spett.)\| Arbitro: \| Voß \| |
| Arbitro:                                                      | Voß               |               |                |                                                               |

| Arbitro: | Redelfs |

|                                             |           |                                    |
| Pröpper 11’ Cremer 23’ Hermes 53’ Kohle 87’ | Marcatori | 26’ Schäfer 43’ Ritschel 65’ Theis |

| Arbitro: | Basedow |

|                              |           |  |
| Skala 5’ Ritschel 76’ (rig.) | Marcatori |  |

| Arbitro: | Aldinger |

|  |           |                                       |
|  | Marcatori | 33’, 90’ Kostedde 47’ (rig.) Ritschel |

| Arbitro: | Horstmann |

|                               |           |           |
| Hickersberger 12’ Schäfer 87’ | Marcatori | 58’ Surau |

| Arbitro: | Betz |

|                                          |           |                      |
| Berger 27’ Handschuh 60’, 66’ Köppel 87’ | Marcatori | 84’ Held 90’ Schäfer |

| Arbitro: | Meuser |

|                                                 |           |           |
| Ritschel 11’ Hickersberger 34’, 79’ Schäfer 88’ | Marcatori | 31’ Dietz |

| Arbitro: | Kindervater |

|                  |           |  |
| Skala 70’ (aut.) | Marcatori |  |

| Arbitro: | Hillebrand |

|                       |           |          |
| Schäfer 80’ Theis 83’ | Marcatori | 74’ Denz |

| Arbitro: | Lutz |

|                                          |           |          |
| Pirrung 23’ (rig.) Seel 64’ Wilhelmi 67’ | Marcatori | 36’ Held |

| Arbitro: | Basedow |

|                     |           |            |
| Ritschel 16’ (rig.) | Marcatori | 36’ Herzog |

| Arbitro: | Engel |

|                         |           |                        |
| Walitza 66’ Gerland 68’ | Marcatori | 19’, 55’, 84’ Kostedde |

| Arbitro: | Redelfs |

|                   |           |                                           |
| Kostedde 14’, 73’ | Marcatori | 13’ Lauscher 22’ Weber 52’ (aut.) Schäfer |

| Arbitro: | Schmoock |

|  |           |                                     |
|  | Marcatori | 44’ Roth 83’ Müller 87’ Beckenbauer |

| Arbitro: | Boe |

|                       |           |              |
| Hollmann 28’ Dick 59’ | Marcatori | 74’ Kostedde |

### Coppa di Germania
| Arbitro: | Fork |

|                                  |           |             |
| Gerber 8’ Münster 30’ Hußner 63’ | Marcatori | 72’ Schmitt |

| Arbitro: | Dittmer |

|                           |           |  |
| Theis 3’, 35’ Schäfer 71’ | Marcatori |  |

| Arbitro: | Ohmsen |

|                                        |           |                             |
| Jung 54’ Kohle 65’ (rig.) Reichert 80’ | Marcatori | 24’ (aut.) Stöckl 70’ Theis |

| Arbitro: | Biwersi |

|                                   |           |  |
| Kostedde 13’ Schäfer 30’ Held 34’ | Marcatori |  |

| Arbitro: | Tschenscher |

|                     |           |                       |
| Theis 28’ Skala 37’ | Marcatori | 7’, 88’ Schwarzenbeck |

| Arbitro: | Eschweiler |

|                              |           |                                        |
| Hansen 69’ Müller 72’ (rig.) | Marcatori | 37’, 44’ Held 59’ Schäfer 88’ Ritschel |

| Arbitro: | Ohmsen |

|                                                           |           |  |
| Hein 35’ Cullmann 41’ Löhr 62’ Kapellmann 70’ Overath 84’ | Marcatori |  |

| Arbitro: | Biwersi |

|              |           |          |
| Ritschel 30’ | Marcatori | 86’ Löhr |

## Statistiche

### Statistiche di squadra
| Competizione      | Punti | In casa | In casa | In casa | In casa | In casa | In casa | In trasferta | In trasferta | In trasferta | In trasferta | In trasferta | In trasferta | Totale | Totale | Totale | Totale | Totale | Totale | DR |
| Competizione      | Punti | G       | V       | N       | P       | Gf      | Gs      | G            | V            | N            | P            | Gf           | Gs           | G      | V      | N      | P      | Gf     | Gs     | DR |
| ----------------- | ----- | ------- | ------- | ------- | ------- | ------- | ------- | ------------ | ------------ | ------------ | ------------ | ------------ | ------------ | ------ | ------ | ------ | ------ | ------ | ------ | -- |
| Bundesliga        | 35    | 17      | 11      | 3       | 3       | 35      | 20      | 17           | 3            | 4            | 10           | 26           | 40           | 34     | 14     | 7      | 13     | 61     | 60     | +1 |
| Coppa di Germania | -     | 4       | 2       | 2       | 0       | 9       | 3       | 4            | 1            | 0            | 3            | 7            | 13           | 8      | 3      | 2      | 3      | 16     | 16     | 0  |
| Totale            | 35    | 21      | 13      | 5       | 3       | 44      | 23      | 21           | 4            | 4            | 13           | 33           | 53           | 42     | 17     | 9      | 16     | 77     | 76     | +1 |

### Andamento in campionato
| Giornata  | 1 | 2 | 3 | 4 | 5 | 6 | 7 | 8 | 9  | 10 | 11 | 12 | 13 | 14 | 15 | 16 | 17 | 18 | 19 | 20 | 21 | 22 | 23 | 24 | 25 | 26 | 27 | 28 | 29 | 30 | 31 | 32 | 33 | 34 |
| --------- | - | - | - | - | - | - | - | - | -- | -- | -- | -- | -- | -- | -- | -- | -- | -- | -- | -- | -- | -- | -- | -- | -- | -- | -- | -- | -- | -- | -- | -- | -- | -- |
| Luogo     | T | C | T | C | T | C | T | C | T  | C  | T  | C  | T  | C  | T  | T  | C  | C  | T  | C  | T  | C  | T  | C  | T  | C  | T  | C  | T  | C  | T  | C  | C  | T  |
| Risultato | N | V | V | V | P | V | P | P | P  | V  | N  | N  | P  | V  | N  | P  | V  | V  | N  | N  | P  | V  | V  | V  | P  | V  | P  | V  | P  | N  | V  | P  | P  | P  |
| Posizione | 9 | 6 | 4 | 2 | 5 | 3 | 6 | 7 | 11 | 8  | 8  | 9  | 11 | 8  | 9  | 10 | 9  | 7  | 8  | 7  | 9  | 7  | 7  | 6  | 6  | 6  | 6  | 6  | 7  | 6  | 6  | 6  | 7  | 7  |

Legenda:

Luogo: C = Casa; T = Trasferta. Risultato: V = Vittoria; N = Pareggio; P = Sconfitta.

### Statistiche dei giocatori
| Giocatore        | Bundesliga | Bundesliga | Bundesliga  | Bundesliga | Coppa di Germania | Coppa di Germania | Coppa di Germania | Coppa di Germania | Totale   | Totale | Totale      | Totale     |
| Giocatore        | Presenze   | Reti       | Ammonizioni | Espulsioni | Presenze          | Reti              | Ammonizioni       | Espulsioni        | Presenze | Reti   | Ammonizioni | Espulsioni |
| ---------------- | ---------- | ---------- | ----------- | ---------- | ----------------- | ----------------- | ----------------- | ----------------- | -------- | ------ | ----------- | ---------- |
| P. Andres        | 0          | 0          | 0           | 0          | 0                 | 0                 | 0                 | 0                 | 0        | 0      | 0           | 0          |
| R. Blechschmidt  | 18         | 1          | 0           | 0          | 4                 | 0                 | 0                 | 0                 | 22       | 1      | 0           | 0          |
| F. Bockholt      | 34         | 0          | 0           | 0          | 8                 | 0                 | 0                 | 0                 | 42       | 0      | 0           | 0          |
| S. Held          | 34         | 8          | 0           | 0          | 8                 | 3                 | 0                 | 0                 | 42       | 11     | 0           | 0          |
| J. Hickersberger | 28         | 6          | 0           | 0          | 8                 | 0                 | 0                 | 0                 | 36       | 6      | 0           | 0          |
| H. Koppenhöfer   | 6          | 0          | 0           | 0          | 2                 | 0                 | 0                 | 0                 | 8        | 0      | 0           | 0          |
| E. Kostedde      | 29         | 19         | 0           | 1          | 4                 | 1                 | 0                 | 0                 | 33       | 20     | 0           | 1          |
| W. Loos          | 0          | 0          | 0           | 0          | 0                 | 0                 | 0                 | 0                 | 0        | 0      | 0           | 0          |
| H. Meyer         | 33         | 0          | 0           | 0          | 8                 | 0                 | 0                 | 0                 | 41       | 0      | 0           | 0          |
| D. Müller        | 2          | 0          | 0           | 0          | 0                 | 0                 | 0                 | 0                 | 2        | 0      | 0           | 0          |
| M. Ritschel      | 34         | 6          | 0           | 0          | 8                 | 2                 | 0                 | 0                 | 42       | 8      | 0           | 0          |
| H. Schmidradner  | 29         | 0          | 0           | 0          | 8                 | 0                 | 0                 | 0                 | 37       | 0      | 0           | 0          |
| E. Schmitt       | 26         | 1          | 0           | 0          | 7                 | 1                 | 0                 | 0                 | 33       | 2      | 0           | 0          |
| W. Schäfer       | 32         | 11         | 0           | 0          | 7                 | 3                 | 0                 | 0                 | 39       | 14     | 0           | 0          |
| N. Semlitsch     | 22         | 3          | 0           | 0          | 5                 | 0                 | 0                 | 0                 | 27       | 3      | 0           | 0          |
| G. Simons        | 0          | 0          | 0           | 0          | 0                 | 0                 | 0                 | 0                 | 0        | 0      | 0           | 0          |
| L. Skala         | 34         | 2          | 0           | 0          | 7                 | 1                 | 0                 | 0                 | 41       | 3      | 0           | 0          |
| J. Steinmetz     | 0          | 0          | 0           | 0          | 0                 | 0                 | 0                 | 0                 | 0        | 0      | 0           | 0          |
| A. Theis         | 32         | 4          | 0           | 0          | 7                 | 4                 | 0                 | 0                 | 39       | 8      | 0           | 0          |
| E. Traser        | 7          | 0          | 0           | 0          | 1                 | 0                 | 0                 | 0                 | 8        | 0      | 0           | 0          |
| H. Traser        | 2          | 0          | 0           | 0          | 0                 | 0                 | 0                 | 0                 | 2        | 0      | 0           | 0          |